# Perigej
Perigej (prema grč. περίγειος: koji je blizu Zemlje) je najbliža točka na Mjesečevoj stazi (udaljenost Mjesečeva perigeja je 363 295 kilometara) ili stazama umjetnih Zemljinih satelita do Zemljina središta, smještena na kraju velike osi elipse kojom se satelit giba relativno prema Zemlji.

## Apsida
Apsida (kasnolat. absida, apsida < grč. ἀψίς, genitiv ἀψῖδος: obruč, luk) u astronomiji je najbliža i najdalja točka (ili gornji i donji apsis) putanje nekog tijela u gibanju oko središnjega tijela, odnosno oko središta gravitacijskoga privlačenja. Kod planetskih su putanja apside perihel i afel, kod Mjesečeve putanje perigej i apogej, a kod putanja dvojnih zvijezda periaster i apoaster. Apsidna linija spaja apside; ako je putanja eliptična apsidna linija poklapa se s velikom osi.

## Newtonov zakon gravitacije
Newtonov zakon gravitacije ili opći zakon gravitacije iskazuje da se svaka dva tijela privlače uzajamno silom koja je proporcionalna (u skladu) umnošku njihovih masa, a obrnuto proporcionalna kvadratu njihove međusobne udaljenosti:
{\displaystyle F=G{\frac {m_{1}m_{2}}{r^{2}}}\ }
gdje je:
- F - uzajamna sila privlačenja između dva tijela (kg), i vrijedi F = F1 = F2,
- G - univerzalna gravitacijska konstanta koja otprilike iznosi 6.67428 × 10−11 N m2 kg−2,
- m1 - masa prvog tijela (kg),
- m2 - masa drugog tijela (kg), i
- r - međusobna udaljenost između središta dva tijela (m).

### Kruženje satelita
Isaac Newton je shvatio da je kružno gibanje sastavljeno od dviju komponenti, od gibanja stalnom brzinom po pravcu i od jednoliko ubrzanog gibanja sa smjerom prema središtu kruženja. Kad ne bi bilo privlačenja, tijelo bi jednolikom brzinom vk odmicalo po pravcu i za vrijeme t prešlo put vk∙t. No istodobno, zbog gravitacijskog privlačenja, tijelo pada prema centru i u tom padu, u vrijeme t, prevali put gt2/2. Ako tijelo ipak ostaje na kružnici, mora biti da ono u vrijeme t za toliko odmakne od kružnice za koliko ujedno i padne na kružnicu! Taj proces prisutan je na svakom mjestu kružnice, na svakom ma kako malom odsječku puta. Ako bi brzina gibanja v bila manja od brzine kruženja vk, to tijelo bi zbog slobodnog pada prišlo centru Zemlje više nego što bi se u jednolikom gibanju po pravcu od nje odmaknulo, pa bi tako prelazilo s kružnice većeg polumjera na kružnicu manjeg polumjera, te bi u spirali napokon palo na Zemlju. 
Prisilimo li neko tijelo da se na vrtuljku giba brzinom v, tada ono u smjeru prema centru ima ubrzanje g (centripetalno ubrzanje). Između brzine gibanja v po kružnoj stazi polumjera r i centripetalne akceleracije g postoji veza:
{\displaystyle g={\frac {v^{2}}{r}}}
Giba li se tijelo po kružnici i pojačamo li centripetalnu silu, porast će i ubrzanje i brzina. No ako je sila privlačenja gravitacijska, a u centru gibanja nalazi se masa M, tada je centripetalna akceleracija posve određena i jednaka izrazu:
{\displaystyle g=G{\frac {M}{r^{2}}}\ }
Tim uvjetom se za dani polumjer staze od svih mogućih centripetalnih ubrzanja odabire samo jedno ubrzanje (akceleracija), a njoj odgovara samo jedna, posve određena brzina. Izjednačavanjem gornjih dvaju izraza, dobivamo:
{\displaystyle v=v_{k}={\sqrt {\frac {GM}{r}}}}
Za Zemlju (M = 6 ∙1024 kg) brzina kruženja ili orbitalna brzina na samoj površini (r = 6 378 km) iznosila bi 7 910 m/s ili 7.91 km/s. Ta se brzina zove i prvom kozmičkom brzinom. Na svakoj drugoj razini iznad površine Zemlje brzina kruženja ima drugu vrijednost.

### Oslobađanje satelita
Što se događa kada se brzina satelita poveća iznad brzine kruženja vk. Svaka veća brzina dovest će do izduženja staze (putanje). Kružnica prelazi u elipsu, a elipsa malog ekscentriciteta prelazi u elipsu većeg ekscentriciteta. Kada staza postane parabola, tijelo će napustiti Zemljinu blizinu i slobodno odletjeti u međuplanetarni prostor. Tada imamo brzinu oslobađanja vo ili drugu kozmičku brzinu. Tijela mogu biti međusobno vezana, ili slobodna. Tijelo je vezano i čini jedan fizički sustav sustav sa Zemljom kada leži na njoj ili se giba oko nje zatvorenom putanjom. Općenito, tijelo ima i kinetičku energiju i gravitacijsku potencijalnu energiju (energiju položaja u gravitacijskom polju). Potencijalna energija Ep mase m u okolini mase M jednaka je:
{\displaystyle E_{p}={\frac {-GMm}{r}}}
Dogovorom je potencijalnoj energiji pridijeljen negativan predznak. Vidimo da je na manjoj udaljenosti r potencijalna energija negativnija nego na većoj udaljenosti. S povećanjem razmaka potencijalna energija poprima manje negativnu vrijednost, a na beskonačnoj udaljenosti iznos joj padne na nulu. U stvari, relativno najveću vrijednost ima potencijalna energija na najvećoj udaljenosti; to je smisao negativnog predznaka. U strogom značenju tijelo je slobodno kada se nalazi na neizmjernoj udaljenosti od Zemlje. S obzirom na to da Zemlja nije sama u svemiru, već je svemirsko gravitacijsko polje složeno od mnogih pojedinačnih, tijelo će se uvijek nalaziti pod njihovim utjecajem. Zato je i pitanje slobode više praktičko pitanje: na velikim udaljenostima od Zemlje tijelo se nalazi u slobodnom stanju. Omjer gravitacijske potencijalne energije i mase m, dakle izraz - GM/r, zove gravitacijski potencijal. 
Zamislimo postupak oslobađanja tijela u slučaju kada je tijelo na početku mirovalo na Zemlji, a na kraju mirovalo na praktički beskonačnoj udaljenosti od Zemlje. Kako je kinetička energija u takvom slučaju i na početku i na kraju postupka jednaka nuli, to će tijelo morati premostiti razliku potencijalne energije Ep koja postoji između površine Zemlje i beskonačne udaljenosti. Promjena energije jednaka je konačnoj vrijednosti manje početna vrijednost. Budući da se energija ne može ni stvoriti niti izgubiti (zakon očuvanja energije), treba je preuzeti iz kinetičke energije Ek, tijelo treba odaslati sa Zemlje s nekom početnom brzinom vo:
{\displaystyle (E_{p}+E_{k})_{Z}=(E_{p}+E_{k})_{s}\,}
{\displaystyle {\frac {1}{2}}mv_{o}^{2}+{\frac {-GMm}{r}}=0+0}
Tijelo mora krenuti s brzinom oslobađanja vo:
{\displaystyle v_{o}={\sqrt {\frac {2GM}{r}}}}
Postupak se može odvijati i u suprotnom smjeru. Pri slobodnom padu od beskonačnosti do daljine r razlika potencijalne energije prelazi u kinetičku, i brzina vo koju tijelo ima ovisi o udaljenosti r od centra privlačenja mase M. To znači da bi tijelo u slobodnom padu palo do nekog položaja r s istom onom brzinom s kojom se s tog položaja u gravitacijskom polju mora osloboditi. Brzina oslobađanja sa Zemlje iznosi 11.2 km/s i naziva se još drugom kozmičkom brzinom. Želimo li tijelo koje već kruži oko mase M osloboditi, trebat će mu do brzine oslobađanja dodijeliti manju energiju nego kad je ležalo na Zemlje. Brzinu tijela treba povećati od vk do vo, ustvari kinetičkoj energiji treba dodati iznos G M m / 2 r; dakle, tijelu treba dovesti još toliko kinetičke energije koliko kinetičke energije već ima. Na takav se način postupa s svemirskim letjelicama koje se otpremaju na planete. One se najprije lansiraju u putanju oko Zemlje, gdje je bezzračni prostor, a onda se u odabranom trenutku ponovo pale raketni motori, raketa postiže brzinu oslobađanja i usmjeruje letjelicu prema cilju. 

### Gibanje umjetnih satelita
Umjetni sateliti se lansiraju u putanje koje imaju različite ekscentricitete. Brzina kojom se gibaju ovisi o položaju na putanji. Na većim udaljenostima od Zemlje brzina kruženja vk manja je od 7.9 km/s. Na slici je nekoliko oblika putanje satelita koji prolaze točkom koja je na nekoj visini od površini Zemlje. Točka najbliža Zemlji na toj putanji zove se perigej, a točka najveće udaljenosti apogej. Putanja C je kružnica i satelit se giba sa stalnom brzinom, s brzinom kruženja za tu daljinu. Staza D je eliptična. S približavanjem perigeju satelit postiže najveću brzinu, koja je veća od brzine kruženja na tom mjestu; da je jednaka brzini kruženja, satelit bi se gibao kružnicom. Eliptičnu putanju D ima umjetni satelit koji se giba brzinom većom od brzine kruženja, a manjom od brzine oslobađanja. 
Po nekim osobinama gibanje umjetnih satelita razlikuje se od gibanja prirodnih satelita. Najveća je razlika u tome što je masa umjetnih satelita sasvim zanemariva prema masi Zemlje. Osim Zemlje, na putanju satelita utječu i Mjesec i Sunce. Zato se satelit giba u složenom gravitacijskom polju. Ni sama Zemlja nema jednostavno gravitacijsko polje kakvo ima točkasta masa jer je spljoštena na polovima, odnosno ispupčena na ekvatoru, a osim toga, unutar već složenog oblika, materija nije jednoliko raspoređena. Mase su različito raspoređene u području mora i kopna. Veću gustoću imaju slojevi tla koji se nalaze ispod oceana, manju slojevi ispod kopna. Putanja satelita stalno se poremećuje, neprestano se mijenjaju orbitalni elementi satelita, te se ta poremećenja upravo dadu iskoristiti da bi se ocijenio oblik Zemlje i raspored masa. Podaci dobiveni nakon analize gibanja satelita nadopunjuju podatke dobivene neposrednim geodetskim premjerima Zemlje i gravimetrijskim mjerenjima (mjerenjima ubrzanja sile teže).
Drugi uzrok koji dovodi do stalne promjene putanje Zemljina umjetnog satelita je otpor Zemljine atmosfere. Atmosfera postoji i na vrlo velikim visinama, makar i rijetka, pa se njezin utjecaj osjeti nakon nekog vremena. Jasno je da je utjecaj jači u nižim dijelovima putanje, dok je satelit blizu perigeja. Satelit gubi energiju, apogej se približava Zemlji i putanje se zaobljuje. Elipsa prelazi u kružnicu, a čitava se putanja smanjuje i približava Zemlji. Satelit tone sve dublje i spiralno ulazi u gušće dijelove atmosfere gdje izgara, a katkada pokoji njegov dio dospijeva i do tla.

## Poveznice
- Afel
- Apoaster
- Apogej
- Apsida (astronomija)
- Periaster
- Perihel
- Periapsis
- Prvi Keplerov zakon